# Gene Shalit
Gene Shalit (né le 25 mars 1926) est un critique d'ouvrages et de films. Il a endossé ces rôles dans le programme intitulé The Today Show, diffusé sur la chaîne télévisée NBC du 15 janvier 1973 jusqu'à son départ à la retraite en 2010. Il est connu pour son usage fréquent de jeux de mots, sa moustache surdimensionnée et pour ses nœuds papillon colorés.

## Carrière
Shalit s'est impliqué dans la critique des arts en 1967 et est apparu dans de nombreuses publications de magazines tels que Look magazine, Ladies' Home Journal (pendant 12 ans), Cosmopolitan, TV Guide, Seventeen, Glamour, McCall's et The New York Times. De 1970 à 1982, il était quotidiennement sur les ondes dans Man About Anything sur NBC Radio. Il vit à Great Barrington, Massachusetts, avec son chat Fellini. L'un de ses enfants est l'artiste et entrepreneur Willa Shalit.
D'après la biographie de Gene Shalit sur MSNBC, il « est né à New York le 25 mars 1926, et emménage huit jours plus tard à Newark (New Jersey), en compagnie de sa mère. En 1932, il accompagne sa famille durant son emménagement à Morristown (New Jersey). » Fils de parents d'origines juives, Shalit est diplômé du Morristown High School, école dans laquelle il a rédigé des paragraphes humoristiques pour le journal. Gene Shalit a rédigé The Daily Illini en six ans à l'Université de l'Illinois à Urbana-Champaign (1943–1949).
Shalit announce qu'il quitterait The Today Show après 40 ans service le 11 novembre 2010. De par sa décision, il explique que « c'en est assez ». Shalit, selon une entrevue avec Dick Clark effectuée au magazine NY Times, était son agent de presse durant les années 1960.
Shalit a été critiqué par la Gay & Lesbian Alliance Against Defamation (GLAAD) pour sa critique de Brokeback Mountain dans lequel il considère le personnage de Jake Gyllenhaal comme un « prédateur sexuel ». Son fils homosexuel, Peter Shalit, écrit une lettre à la GLAAD défendant son père.

## Médias
Shalit a été l'invité pour doubler la voix d'un poisson nommé Gene Scallop dans l'épisode intitulé Le Critique gastronomique de la série télévisée d'animation Bob l'éponge. Shalit explique dans le magazine Entertainment Tonight qu'il a apprécié cet épisode et l'émission.
Il a également doublé son propre personnage dans trois épisodes de la série animée Profession : critique.